# Млади Шелдон
Млади Шелдон (енгл. Young Sheldon) је америчка телевизијска комедија на Си-Би-Ес, коју су створили Чак Лори и Стивен Моларо. Серија представља спиноф серије Штребери. Хронолошки гледано, радња серије Млади Шелдон дешава се пре радњи из серије Штребери, јер прати живот Шелдона Купера када је имао 9 година, живео са својом породицом у Источном Тексасу и ишао у средњу школу. Ијан Армитиџ глуми младог Шелдона, а заједно са њим глуме Зои Пери, Ленс Барбер, Монтана Џордан, Реган Реворд и Ени Потс. Џим Парсонс, који глуми одраслог Шелдона Купера у серији Штребери, приповеда кроз серију и извршни је продуцент.

## Радња
Радња је смештена у 1989. годину и прати деветогодишњег Шелдона Купера у својим средњошколским данима у измишљеном граду Медфорду у Тексасу, док покушава да се уклопи у свет око себе, а његова породица и пријатељи настоје да разумеју његове јединствене интелектуалне способности и друштвене изазове.

## Епизоде

### Сезона 1
| Број епизоде у сезони | Оригиналан назив                                             | Датум првог приказивања |
| --------------------- | ------------------------------------------------------------ | ----------------------- |
| 1                     | "Pilot"                                                      | 25. септембар 2017.     |
| 2                     | "Rockets, Communists, and the Dewey Decimal System"          | 2. новембар 2017.       |
| 3                     | "Poker, Faith, and Eggs"                                     | 9. новембар 2017.       |
| 4                     | "A Therapist, a Comic Book, and a Breakfast Sausage"         | 16. новембар 2017.      |
| 5                     | "A Solar Calculator, a Game Ball, and a Cheerleader's Bosom" | 23. новембар 2017.      |
| 6                     | "A Patch, a Modem, and a Zantac®"                            | 30. новембар 2017.      |
| 7                     | "A Brisket, Voodoo, and Cannonball Run"                      | 7. децембар 2017.       |
| 8                     | "Cape Canaveral, Schrödinger's Cat, and Cyndi Lauper's Hair" | 14. децембар 2017.      |
| 9                     | "Spock, Kirk, and Testicular Hernia"                         | 21. децембар 2017.      |
| 10                    | "An Eagle Feather, a String Bean, and an Eskimo"             | 4. јануар 2018.         |
| 11                    | "Demons, Sunday School, and Prime Numbers"                   | 11. јануар 2018.        |
| 12                    | "A Computer, a Plastic Pony, and a Case of Beer"             | 18. јануар 2018.        |
| 13                    | "A Sneeze, Detention, and Sissy Spacek"                      | 1. фебруар 2018.        |
| 14                    | "Potato Salad, a Broomstick, and Dad's Whiskey"              | 1. март 2018.           |
| 15                    | "Dolomite, Apple Slices, and a Mystery Woman"                | 8. март 2018.           |
| 16                    | "Killer Asteroids, Oklahoma, and a Frizzy Hair Machine"      | 29. март 2018.          |
| 17                    | "Jiu-Jitsu, Bubble Wrap, and Yoo-Hoo"                        | 5. април 2018.          |
| 18                    | "A Mother, A Child, and a Blue Man's Backside"               | 12. април 2018.         |
| 19                    | "Gluons, Guacamole, and the Color Purple"                    | 19. април 2018.         |
| 20                    | "A Dog, A Squirrel, and a Fish Named Fish"                   | 26. април 2018.         |
| 21                    | "Summer Sausage, a Pocket Poncho, and Tony Danza"            | 3. мај 2018.            |
| 22                    | "Vanilla Ice Cream, Gentleman Callers, and a Dinette Set"    | 10. мај 2018.           |

### Сезона 2
| Број епизоде у сезони | Оригиналан назив                                        | Датум првог приказивања |
| --------------------- | ------------------------------------------------------- | ----------------------- |
| 1                     | "A High-Pitched Buzz and Training Wheels"               | 24. септембар 2018.     |
| 2                     | "A Rival Prodigy and Sir Isaac Neutron"                 | 27. септембар 2018.     |
| 3                     | "A Crisis of Faith and Octopus Aliens"                  | 4. октобар 2018.        |
| 4                     | "A Financial Secret and Fish Sauce"                     | 11. октобар 2018.       |
| 5                     | "A Research Study and Czechoslovakian Wedding Pastries" | 18. октобар 2018.       |
| 6                     | "Seven Deadly Sins and a Small Carl Sagan"              | 25. октобар 2018.       |
| 7                     | "Carbon Dating and a Stuffed Raccoon"                   | 1. новембар 2018.       |
| 8                     | "An 8-Bit Princess and a Flat Tire Genius"              | 8. новембар 2018.       |
| 9                     | "Family Dynamics and a Red Fiero"                       | 15. новембар 2018.      |
| 10                    | "A Stunted Childhood and a Can of Fancy Mixed Nuts"     | 6. децембар 2018.       |
| 11                    | "A Race of Superhumans and a Letter to Alf"             | 3. јануар 2019.         |
| 12                    | "A Tummy Ache and a Whale of a Metaphor"                | 10. јануар 2019.        |
| 13                    | "A Nuclear Reactor and a Boy Called Lovey"              | 17. јануар 2019.        |
| 14                    | "David, Goliath, and a Yoo-hoo from the Back"           | 31. јануар 2019.        |
| 15                    | "A Math Emergency and Perky Palms"                      | 7. фебруар 2019.        |
| 16                    | "A Loaf of Bread and a Grand Old Flag"                  | 21. фебруар 2019.       |
| 17                    | "Albert Einstein and the Story of Another Mary"         | 7. март 2019.           |
| 18                    | "A Perfect Score and a Bunsen Burner Marshmallow"       | 4. април 2019.          |
| 19                    | "A Political Campaign and a Candy Land Cheater"         | 25. април 2019.         |
| 20                    | "A Proposal and a Popsicle Stick Cross"                 | 2. мај 2019.            |
| 21                    | "A Broken Heart and a Crock Monster"                    | 9. мај 2019.            |
| 22                    | "A Swedish Science Thing and the Equation for Toast"    | 16. мај 2019.           |

### Сезона 3
| Број епизоде у сезони | Оригиналан назив                                           | Датум првог приказивања |
| --------------------- | ---------------------------------------------------------- | ----------------------- |
| 1                     | "Quirky Eggheads and Texas Snow Globes"                    | 26. септембар 2019.     |
| 2                     | "A Broom Closet and Satan's Monopoly Board"                | 3. октобар 2019.        |
| 3                     | "An Entrepreneurialist and a Swat on the Bottom"           | 10. октобар 2019.       |
| 4                     | "Hobbitses, Physicses and a Ball with Zip"                 | 17. октобар 2019.       |
| 5                     | "A Pineapple and the Bosom of Male Friendship"             | 24. октобар 2019.       |
| 6                     | "A Parasol and a Hell of an Arm"                           | 7. новембар 2019.       |
| 7                     | "Pongo Pygmaeus and a Culture that Encourages Spitting"    | 14. новембар 2019.      |
| 8                     | "The Sin of Greed and a Chimichanga from Chi-Chi's"        | 21. новембар 2019.      |
| 9                     | "A Party Invitation, Football Grapes and an Earth Chicken" | 5. децембар 2019.       |
| 10                    | "Teenager Soup and a Little Ball of Fib"                   | 12. децембар 2019.      |
| 11                    | "A Live Chicken, a Fried Chicken and Holy Matrimony"       | 9. јануар 2020.         |
| 12                    | "Body Glitter and a Mall Safety Kit"                       | 16. јануар 2020.        |
| 13                    | "Contracts, Rules and a Little Bit of Pig Brains"          | 30. јануар 2020.        |
| 14                    | "A Slump, a Cross and Roadside Gravel"                     | 6. фебруар 2020.        |
| 15                    | "A Boyfriend's Ex-Wife and a Good Luck Head Rub"           | 13. фебруар 2020.       |
| 16                    | "Pasadena"                                                 | 20. фебруар 2020.       |
| 17                    | "An Academic Crime and a More Romantic Taco Bell"          | 5. март 2020.           |
| 18                    | "A Couple Bruised Ribs and a Cereal Box Ghost Detector"    | 12. март 2020.          |
| 19                    | "A House for Sale and Serious Woman Stuff"                 | 2. април 2020.          |
| 20                    | "A Baby Tooth and the Egyptian God of Knowledge"           | 16. април 2020.         |
| 21                    | "A Secret Letter and a Lowly Disc of Processed Meat"       | 30. април 2020.         |

### Сезона 4
| Број епизоде у сезони | Оригиналан назив                                                    | Датум првог приказивања |
| --------------------- | ------------------------------------------------------------------- | ----------------------- |
| 1                     | "Graduation"                                                        | 5. новембар 2020.       |
| 2                     | "A Docent, A Little Lady and a Bouncer Named Dalton"                | 12. новембар 2020.      |
| 3                     | "Training Wheels and an Unleashed Chicken"                          | 19. новембар 2020.      |
| 4                     | "Bible Camp and a Chariot of Love"                                  | 3. децембар 2020.       |
| 5                     | "A Musty Crypt and a Stick to Pee On"                               | 17. децембар 2020.      |
| 6                     | "Freshman Orientation and the Inventor of the Zipper"               | 21. јануар 2021.        |
| 7                     | "A Philosophy Class and Worms That Can Chase You"                   | 11. фебруар 2021.       |
| 8                     | "An Existential Crisis and a Bear That Makes Bubbles"               | 18. фебруар 2021.       |
| 9                     | "Crappy Frozen Ice Cream and an Organ Grinder's Monkey"             | 25. фебруар 2021.       |
| 10                    | "Cowboy Aerobics and 473 Grease-Free Bolts"                         | 4. март 2021.           |
| 11                    | "A Pager, a Club and a Cranky Bag of Wrinkles"                      | 11. март 2021.          |
| 12                    | "A Box of Treasure and the Meemaw of Science"                       | 1. април 2021.          |
| 13                    | "The Geezer Bus and a New Model for Education"                      | 8. април 2021.          |
| 14                    | "Mitch's Son and the Unconditional Approval of a Government Agency" | 15. април 2021.         |
| 15                    | "A Virus, Heartbreak and a World of Possibilities"                  | 22. април 2021.         |
| 16                    | "A Second Prodigy and the Hottest Tips for Pouty Lips"              | 29. април 2021.         |
| 17                    | "A Black Hole"                                                      | 6. мај 2021.            |
| 18                    | "The Wild and Woolly World of Nonlinear Dynamics"                   | 13. мај 2021.           |

### Сезона 5
| Број епизоде у сезони | Оригиналан назив                                        | Датум првог приказивања |
| --------------------- | ------------------------------------------------------- | ----------------------- |
| 1                     | "One Bad Night and Chaos of Selfish Desires"            | 7. октобар 2021.        |
| 2                     | "Snoopin' Around and the Wonder Twins of Atheism"       | 14. октобар 2021.       |
| 3                     | "Potential Energy and Hooch on a Park Bench"            | 21. октобар 2021.       |
| 4                     | "Pish Posh and a Secret Back Room"                      | 28. октобар 2021.       |
| 5                     | "Stuffed Animals and A Sweet Southern Syzygy"           | 4. новембар 2021.       |
| 6                     | "Money Laundering and a Cascade of Hormones"            | 11. новембар 2021.      |
| 7                     | "An Introduction to Engineering and a Glob of Hair Gel" | 18. новембар 2021.      |
| 8                     | "The Grand Chancellor and a Den of Sin"                 | 2. децембар 2021.       |
| 9                     | "The Yips and an Oddly Hypnotic Bohemian"               | 9. децембар 2021.       |
| 10                    | "An Expensive Glitch and a Goof-Off Room"               | 6. јануар 2022.         |
| 11                    | "A Lock-In, a Weather Girl and a Disgusting Habit"      | 13. јануар 2022.        |
| 12                    | "A Pink Cadillac and a Glorious Tribal Dance"           | 20. јануар 2022.        |
| 13                    | "A Lot of Band-Aids and the Cooper Surrender"           | 27. јануар 2022.        |
| 14                    | "A Free Scratcher and Feminine Wiles"                   | 24. фебруар 2022.       |
| 15                    | "A Lobster, an Armadillo and a Way Bigger Number"       | 3. март 2022.           |
| 16                    | "A Suitcase Full of Cash and a Yellow Clown Car"        | 10. март 2022.          |
| 17                    | "A Solo Peanut, a Social Butterfly and the Truth"       | 31. март 2022.          |
| 18                    | "Babies, Lies and a Resplendent Cannoli"                | 14. април 2022.         |
| 19                    | "A God-Fearin' Baptist and a Hot Trophy Husband"        | 21. април 2022.         |
| 20                    | "Uncle Sheldon and a Hormonal Firecracker"              | 28. април 2022.         |
| 21                    | "White Trash, Holy Rollers and Punching People"         | 12. мај 2022.           |
| 22                    | "A Clogged Pore, a Little Spanish and the Future"       | 19. мај 2022.           |